# Jefferson (Dakota du Sud)
Pour les articles homonymes, voir Jefferson.
Jefferson est une municipalité américaine située dans le comté d'Union, dans l'État du Dakota du Sud. Selon le recensement de 2010, elle compte 547 habitants. La municipalité s'étend sur 0,5 milles carrés (1,29 km2).

## Histoire
La ville est d'abord appelée Adelescat. Des colons s'y sont en effet installés après avoir retrouvé le chat d'une jeune fille prénommée Adele (« Adele's cat » signifiant le « chat d'Adèle »). Adelescat est par la suite renommée en l'honneur du président Thomas Jefferson.
Durant l'hiver 1880-1881, ce village de Canadiens français est touché par la variole et mis en quarantaine. La maladie touche plus de 150 personnes et fait au moins 82 morts.

## Démographie
| 1880 | 1890 | 1900 | 1910 | 1920 | 1930 |
| ---- | ---- | ---- | ---- | ---- | ---- |
| 90   | 229  | 364  | 407  | 550  | 426  |

| 1940 | 1950 | 1960 | 1970 | 1980 | 1990 |
| ---- | ---- | ---- | ---- | ---- | ---- |
| 469  | 466  | 443  | 474  | 592  | 527  |

| 2000 | 2010 | - | - | - | - |
| ---- | ---- | - | - | - | - |
| 586  | 547  | - | - | - | - |